# Col de l'Escrinet
De Col de l'Escrinet is een 787 meter hoge bergpas in het Centraal Massief.
De col is gelegen in het departement van de Ardèche. De pas verbindt de gemeenten Privas en Aubenas. De pas ligt op de waterscheiding tussen de valleien van de Ouvèze - waarin Privas ligt - en de Ardèche, waarin Aubenas ligt. Vanuit Aubenas kan men naar het zuidwesten verder gaan over de D104 om Alès te bereiken. Via de N102 naar het westen worden Le Puy-en-Velay en Mende bereikt over de col de la Chavade.

## Wielrennen
De col werd in de Ronde van Frankrijk 2015 beklommen.